# Ioana-Smaranda Pădurariu
Ioana-Smaranda Pădurariu (* 26. Februar 1987 in Iași) ist eine rumänische Schachspielerin, die seit Februar 2014 für den niederländischen Schachbund spielt.
Im Juli 2005 gewann sie in Vioneasa die rumänische Einzelmeisterschaft der weiblichen Jugend U18. Im Dezember 2005 in Băile Tușnad erreichte sie bei der rumänischen Einzelmeisterschaft der Frauen punktgleich hinter WIM Angela Dragomirescu den zweiten Platz. Den Titel konnte sie ein Jahr später mit einem halben Punkt Vorsprung in Predeal gewinnen. Im November 2008 gewann sie den 3. Grand Prix von Iași.
Mit der rumänischen Nationalmannschaft nahm sie an den U18-Fraueneuropameisterschaften 2001 und 2004 jeweils am Spitzenbrett teil (2001 in der zweiten Mannschaft, 2004 in der ersten). Beim Mitropa-Cup 2006 spielte sie in der Frauenmannschaft an Brett zwei. 2008 und 2009 spielte sie für Rumänien bei Vergleichskämpfen mit Bulgarien. Vereinsschach spielt sie in Rumänien für den CS Politehnica Iași, mit dem sie auch am European Club Cup der Frauen 2008 teilnahm. In den Niederlanden spielt sie für DSC Delft, in der deutschen Frauenbundesliga von der Saison 2012/13 bis zur Saison 2015/16 für die SF 1891 Friedberg.
Den Titel Internationaler Meister der Frauen (WIM) trägt sie seit Juni 2007. Die Normen hierfür erzielte sie bei der Europameisterschaft der Frauen im Juni 2005 in Chișinău sowie bei den rumänischen Einzelmeisterschaften der Frauen im Dezember 2005 und im Dezember 2006.